# Viola Meynell
Viola Meynell (* 15. Oktober 1885 in London; † 27. Oktober 1956 in Greatham, Sussex) war eine englische Schriftstellerin, die vor allem für ihre Romane und Kurzgeschichten bekannt war. Sie war die Tochter der Dichterin Alice Meynell.

## Leben und Werk
Meynell wuchs als eines von sieben Kindern in einer Familie auf, die sowohl literarischen Zirkeln als auch der Römisch-Katholischen Kirche nahestand. Ihr erster Roman, der Liebesroman Martha Wine, erschien im Jahr 1910. In der Folge lebte Meynell abwechselnd in London und auf dem Landgut ihres Vaters in Sussex. 1915 verbrachte D. H. Lawrence einige Zeit auf dem Gut und porträtierte die Familie Meynell in seiner Geschichte England, My England; da diese sich jedoch nicht vorteilhaft dargestellt sah, beendete sie die Freundschaft schließlich.
Meynells Romane sind von George Eliot und Thomas Hardy beeinflusst, wobei ihre katholische Prägung eine wichtige Rolle spielt. Den größten Erfolg hatte sie mit Modern Lovers (1914) und Second Marriage (1918). Ihre Kurzgeschichten, die sie ab 1918 zunächst in Zeitschriften veröffentlichte und mit denen sie eine breite Leserschaft erreichte, sah sie in der Tradition von Anton Tschechow. Die Kurzgeschichten sind im Vergleich zu den Romanen häufig ironischer angelegt und neigen weniger zu theologischen Fragestellungen. Später in ihrer Karriere betätigte sich Meynell außerdem als literarische Journalistin und Herausgeberin. An der literarischen Moderne hatte sie zeit ihres Lebens wenig Interesse.
Meynell brach zwei Verlobungen ab, bevor sie 1922 einen Nachbarn ihres Vaters heiratete, mit dem sie einen Sohn hatte. Die Ehe nahm jedoch keinen guten Verlauf, so dass das Paar schließlich permanent getrennt lebte. In den letzten zehn Jahren ihres Lebens litt Meynell an Depressionen und an einer Nervenkrankheit, an deren Folgen sie 1956 starb. Kurz zuvor hatte sie noch an einem Erzählband gearbeitet, der postum veröffentlicht wurde.

## Bibliografie
- Martha Wine (1910)
- Cross-in-Hand Farm (1911)
- Lot Barrow (1913)
- Modern Lovers (1914)
- Columbine (1915)
- Narcissus (1916)
- Julian Grenfell (1917)
- Second Marriage (1918)
- Verses (1919)
- Antonia (1921)
- Young Mrs. Cruse (1924)
- A Girl Adoring (1927)
- Alice Meynell: A Memoir (1929)
- The Frozen Ocean and Other Poems (1930)
- Follow Thy Fair Sun (1935)
- Kissing the Rod and Other Stories (1937)
- Lovers (1944)
- First Love and Other Stories (1947)
- Ophelia (1951)
- Francis Thompson and Wilfrid Meynell: A Memoir (1952)
- Louise and Other Stories (1954)
- Collected Stories (1957)

## Belege
1. 1 2 3  Raymond N. MacKenzie: Eintrag zu Viola Meynell, in Paul Schlueter/June Schlueter (Hg.): An Encyclopedia of British Women Writers, Rutgers University Press, New Brunswick/New York/London (1998), S. 446f.

| Personendaten    | Personendaten              |
| ---------------- | -------------------------- |
| NAME             | Meynell, Viola             |
| KURZBESCHREIBUNG | englische Schriftstellerin |
| GEBURTSDATUM     | 15. Oktober 1885           |
| GEBURTSORT       | London                     |
| STERBEDATUM      | 27. Oktober 1956           |
| STERBEORT        | Greatham (Sussex, England) |